# 特熱什季
特熱什季（捷克語：Třešť，發音：[ˈtr̝̊ɛʃc]，特里施）是捷克維索基納州的城鎮，位於該國南部，面積46.99平方公里，海拔高度545米，2009年人口5,924。特热什季是政治經濟學家约瑟夫·熊彼特的出生地。

## 外部連結
- Municipal website （页面存档备份，存于） (cz, en, de)
- Triesch （页面存档备份，存于） in the Jewish Encyclopedia